# 卡洛揚沙皇市鎮
43°35′N 26°14′E / 43.583°N 26.233°E

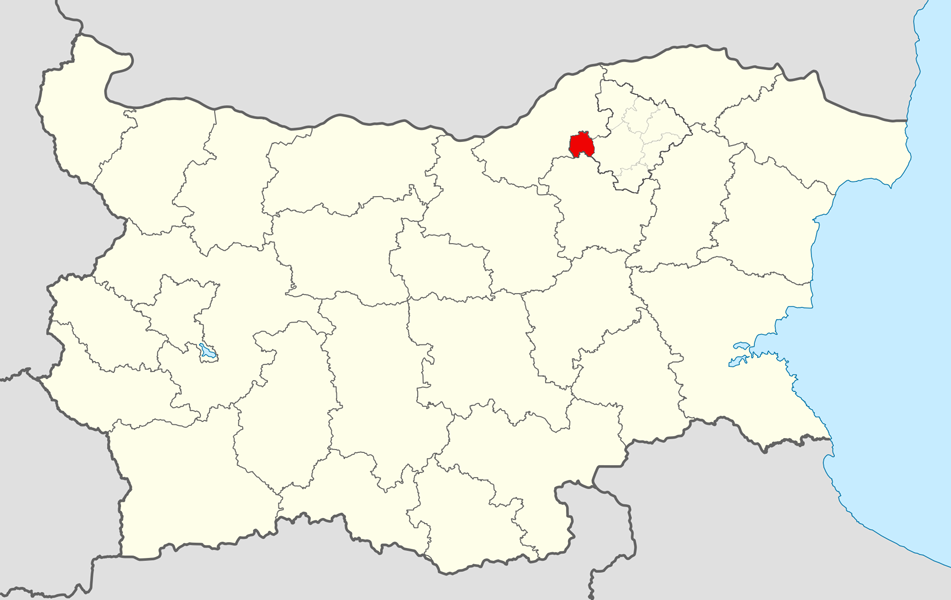

卡洛揚沙皇市，是保加利亞的城鎮，位於該國東北部，由拉兹格勒州負責管轄，首府設於卡洛揚沙皇村，面積186平方公里，2009年人口6,314，人口密度每平方公里33.9人。